# Grana
Grana ist ein Ortsteil der Gemeinde Kretzschau im Burgenlandkreis in Sachsen-Anhalt.

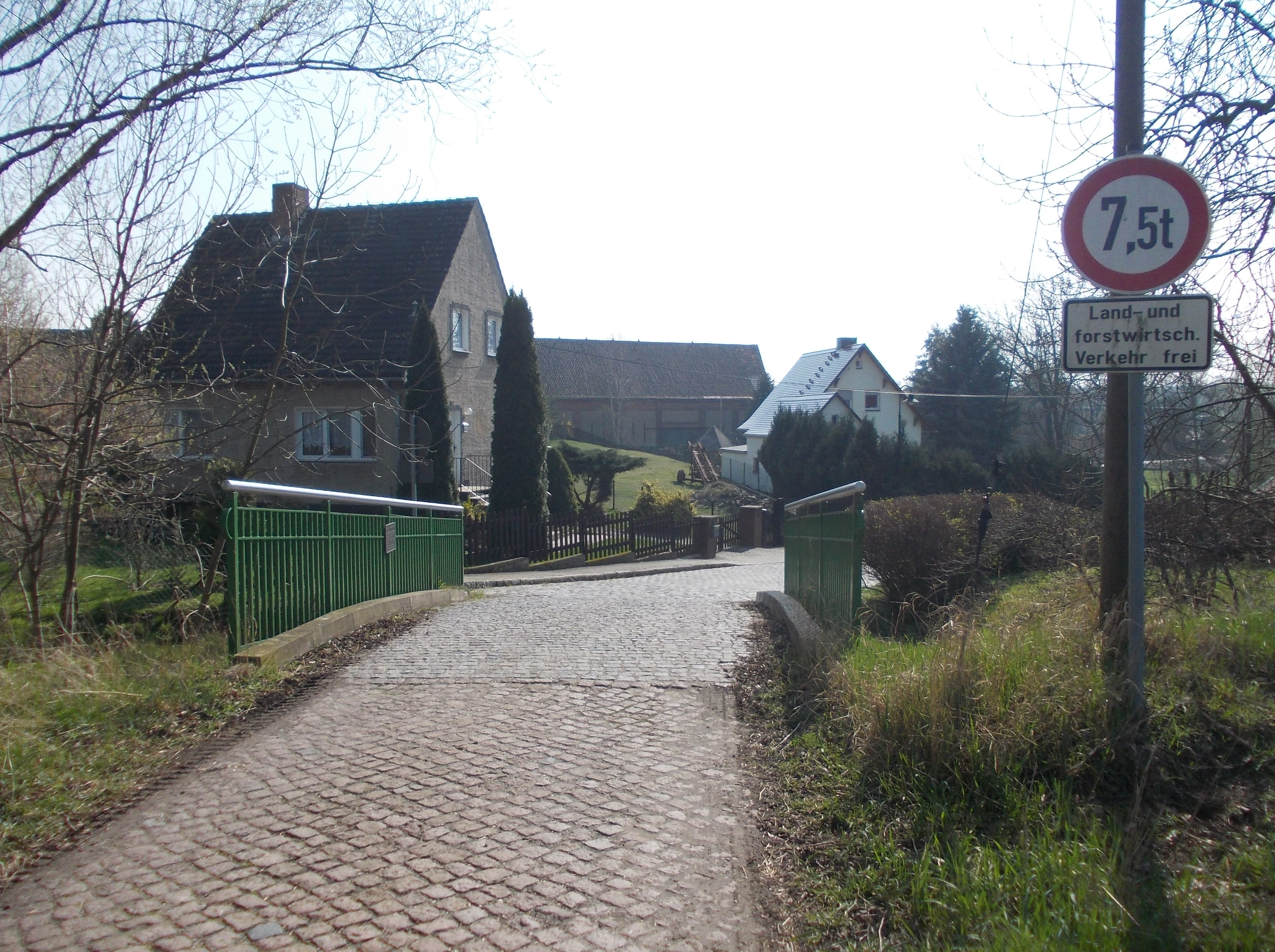
Ortseingang von Grana an der Floßgrabenbrücke

## Geografie

### Geografische Lage
Grana liegt nordwestlich von Zeitz an der Weißen Elster.
Als Ortsteile der ehemaligen Gemeinde waren ausgewiesen:
- Grana
- Kleinosida
- Salsitz
- Mannsdorf
- Bahnhof Haynsburg

## Geschichte
Grana wurde 976 erstmals urkundlich erwähnt.
Am 1. Januar 2010 schlossen sich die bis dahin selbstständigen Gemeinden Grana und Döschwitz mit der Gemeinde Kretzschau zur neuen Gemeinde Kretzschau zusammen.

## Sehenswürdigkeiten
- Wohnturm Kleinosida aus dem 13. Jahrhundert
- Heimatstube in Salsitz
- Romanische Kirche in Salsitz
- Weinberge – Weingut und Vinothek in Salsitz

## Wirtschaft und Infrastruktur

### Verkehr
Nächster Bahnhof ist Zeitz; montags bis freitags (an Schultagen) fahren auch wenige Busse von der Haltestelle. Direkt durch das Gemeindegebiet verläuft die Bundesstraße 180, die von Zeitz nach Naumburg (Saale) führt.

## Kultur und Sport
Der Ort ist Sitz mehrerer Vereine. Der Sportverein SV Blau–Weiß Grana e. V. erlangte durch seinen hohen Spieleranteil an Geflüchteten und sein Engagement gegen Rassismus mediale Aufmerksamkeit.